# طاووس سفید (رمان)
طاووس سفید نخستین رمان دی. اچ. لارنس است که در سال 1911 انتشار یافت گرچه صفحه عنوان آن سال انتشار را 1910 اعلام می‌کند. لارنس در سال 1906 روند تحریر رمان را آغاز کرد و سه بار آن را بازنویسی کرد. عنوان نسخه‌های نخستین «لتیسیا» بود.
تابلو نقاشی موریس گریفنهاگن با عنوان «بهشت روستا» منبع الهام لارنس در تحریر این رمان بود. او در این باره نوشت: «تابلو گریفنهاگن من را چنان متأثر می‌کند که گویی خودم عاشق هستم. از سرمستی این تابلو، کل امسال کریسمس را به عشق‌وعاشقی گذراندم.»

## طرح داستان
داستان رمان در منطقۀ ایستوود ناتینگهام شایر رخ می‌دهد و از زبان شخصیتی با نام سیریل روایت می‌شود. رمان با آسیبی که ازدواجهای نامتناسب به آدمی می‌زنند و به مرز میان روستا و شهر می‌پردازد. یک شکاربان که شخصیتی شبیه ملورس در رمان عاشق لیدی چترلی است، در داستان وجود دارد. رمان حاوی توصیفات بی‌نظیری است از طبیعت و تأثیر مخرب صنعتی شدن بر آن. 
رمان در منطقۀ ندرمیر (نامی خیالی برای ایستوود) رخ می‌دهد. راوی سیریل بردسال نام دارد که خواهرش درگیر یک مثلث عشقی است با دو مرد جوان: جورج و لزلی. لتی اگرچه ازلحاظ جنسی جذب جورج شده است، در پایان با لزلی ازدواج می‌کند. جورج که از ازدواج با لتی نومید شده، با مِگ ازدواج می‌کند، اما ازدواج او موفق از آب درنمی‌آید و جورج که سرخورده شده است، به الکل رو می آورد.

## تاریخچۀ انتشار
رمان طاووس سفید در 19 ژانویۀ سال 1911 توسط انتشارات دافیلد و شرکا در آمریکا و یک روز پس از آن توسط انتشارات هاینمان در بریتانیا منتشر شد.

## استقبال
به گفته برندا مدوکس زندگینامه نویس لارنس، طاووس سفید در روزنامۀ آبزرور، مورنینگ پست و دیلی نیوز به طور کلی نقدهای مثبتی دریافت کرد.
مادوکس می نویسد که طاووس سفید تأثیر فیلسوفان آلمانی آرتور شوپنهاور و فردریش نیچه را منعکس می‌کند. مادوکس آن را به‌عنوان «یک اثر اولیه نایکدست که تخت الشعاع آثار بعدی لارنس قرار گرفت» توصیف می‌کند، اما آن را به خاطر «زیبایی و قدرت» و «غنی بودن تصاویری از طبیعت» می‌ستاید. او استدلال می‌کند که در حالی که آثار لارنس به عنوان فرویدی تلقی شده‌اند، «خشم بدوی علیه مادران» در طاووس سفید با ایده‌های روانکاو ملانی کلاین سازگاری بیشتری دارد. او معتقد است که رمان دارای عناصر هومروتیک است که در رابطه بین جورج و سیریل آشکار است، و خاطرنشان می کند که رمان نویس EM Forster آن را دارای مفاهیم جنسی ناشناخته توسط لارنس می‌دانست.

## منبع
مشارکت‌کنندگان ویکی‌پدیا، «The White Peacock»، ویکی‌پدیای انگلیسی، دانشنامهٔ آزاد